# 本前川
本前川（ほんまえかわ）は、埼玉県川口市の町名。現行行政地名は本前川一丁目から三丁目。住居表示実施地区。郵便番号は333-0849。

## 地理
川口市の西部の沖積平野に位置する。京浜東北線蕨駅が最寄り駅となっている。主に住宅地となっている。地区西部には緑川、北端で伊刈下水路が流れる。

## 歴史

### 沿革
- 2016年（平成28年）3月1日 - 芝東第5土地区画整理事業の完了に伴い前川町四丁目、前川町三丁目の一部、安行領根岸の一部、伊刈の一部から本前川一丁目〜三丁目が成立[5]。

## 世帯数と人口
2018年（平成30年）3月1日現在の世帯数と人口は以下の通りである。
| 丁目         | 世帯数    | 人口    |
| ------------ | --------- | ------- |
| 本前川一丁目 | 535世帯   | 1,265人 |
| 本前川二丁目 | 544世帯   | 1,331人 |
| 本前川三丁目 | 546世帯   | 1,270人 |
| 計           | 1,625世帯 | 3,866人 |

## 小・中学校の学区
市立小・中学校に通う場合、学区（校区）は以下の通りとなる。
| 丁目         | 番地 | 小学校             | 中学校             |
| ------------ | ---- | ------------------ | ------------------ |
| 本前川一丁目 | 全域 | 川口市立前川小学校 | 川口市立岸川中学校 |
| 本前川二丁目 | 全域 | 川口市立前川小学校 | 川口市立岸川中学校 |
| 本前川三丁目 | 全域 | 川口市立前川小学校 | 川口市立岸川中学校 |

## 交通
地内に鉄道は敷設されていない。

### 道路
- 埼玉県道235号大間木蕨線
- 前川中央通り
- 前川観音通り

## 施設
- 川口市立前川小学校
- 川口市前川公民館
- ふじみ幼稚園
- 観福寺 寂楽東苑・西苑 - 寺務所・本堂は前川4丁目に所在
- 前川町第2公園
- 前四くすの木公園 - 旧、前川町四丁目くすのき公園
- 前四はなみずき公園
- 前川町四丁目さつき公園 - 西部土地区画整理事務所跡
- 伊刈排水機場 - 伊刈下水路の流末